# Jardin de la Folie-Titon
Jardin de la Folie-Titon je veřejný park, který se nachází v Paříži v 11. obvodu. Park byl vybudován v roce 2007 a jeho rozloha činí 4,8 ha.

## Lokace
Zahrada je obklopena budovami. Má severní vstup mezi domy č. 26 a 28 na Rue Chanzy, vstup na jihu ze Cité de l'Ameublement a vstup na východě z Rue Titon.
Zahrada má rozlohu 4800 m2. Jeho hlavní část tvoří centrální trávník. Má také komunitní zahradu a rybníček.

## Historie
Zahrada je pojmenována po bývalé manufaktuře Folie Titon zbořené v roce 1880. V prostoru parku se původně nacházela ulice Cité Prost tvořená obytnými domy a dílnami. Po jejich demolici vznikl prázdný prostor o rozloze 7800 m2, který byl přeměněn na skupinu domů s centrální zahradou, která byla slavnostně otevřena v roce 2007.